# Johann Hayder
Johann Hayder (* 17. Oktober 1884; † nach 1955) war ein deutscher Genossenschaftsvorsitzender.

## Werdegang
Hayder war von Beruf Schlosser und Schiffbauer. Am 7. April 1919 gründete er in Reinhausen die Gemeinnützige Baugenossenschaft Stadtamhof und Umgebung eGmbH. Als Vorstand der Genossenschaft war er einer der Pioniere des gemeinnützigen Wohnungsbaus in Regensburg. Während der Zeit des Nationalsozialismus wurde er wegen seiner politischen Einstellung von 1933 bis 1934 in Schutzhaft genommen und saß im Konzentrationslager Dachau.
Nach Ende des Zweiten Weltkriegs setzte er den verwahrlosten Hausbesitz der Baugenossenschaft wieder instand. Vor dem Hintergrund der großen Wohnungsnot in der Stadt, die durch eine hohe Anzahl von Flüchtlingen verursacht wurde, leitete er ab 1950 die Errichtung von Neubauwohnungen ein. Aufgrund seiner Initiative entstanden insgesamt 450 Wohnungen im Rahmen des sozialen Wohnungsbaus.
Er war jahrelang Mitglied des Kreistages und des Gemeinderats in Reinhausen.

## Ehrungen
- 1955: Verdienstkreuz am Bande der Bundesrepublik Deutschland
- Benennung der Hans-Hayder-Straße in Regensburg
- 1956: Verdienstkreuz der Bundesrepublik Deutschland